# 鏡の中から/あたしの残りぜんぶあげる
「鏡の中から／あたしの残りぜんぶあげる」（かがみのなかから／あたしののこりぜんぶあげる）は、まねきケチャの4枚目のシングル。2018年4月18日に日本コロムビアから発売された。

## 解説
日本コロムビア移籍第一弾シングル及びアルバム「きみわずらい」と同時発売。
「鏡の中から」はフジテレビ系アニメ『ゲゲゲの鬼太郎』エンディング・テーマ。

## 収録曲
全曲　作詞：古谷完

### Type-A 通常版
CD
1. 鏡の中から
作曲・編曲：末益涼太（Elements Garden）
2. あたしの残りぜんぶあげる
作曲・編曲：藤永龍太郎（Elements Garden）
3. ハリネズミの唄
作曲・編曲：藤永龍太郎（Elements Garden）
4. 鏡の中から (instrumental)
5. あたしの残りぜんぶあげる (instrumental)
6. ハリネズミの唄 (instrumental)

DVD
1. あたしの残りぜんぶあげる ミュージックビデオ(Complete Edition)
2. 鏡の中から 振付映像

### Type-B 中川美優 Ver.
1. 鏡の中から
2. あたしの残りぜんぶあげる
3. ハリネズミの唄 〜Acoustic Version〜
4. ハリネズミの唄 〜中川美優 Version〜

### Type-C 藤川千愛 Ver.
1. 鏡の中から
2. あたしの残りぜんぶあげる
3. ハリネズミの唄 〜Acoustic Version〜
4. ハリネズミの唄 〜藤川千愛 Version〜

### Type-D 宮内凛 Ver.
1. 鏡の中から
2. あたしの残りぜんぶあげる
3. ハリネズミの唄 〜Acoustic Version〜
4. ハリネズミの唄 〜宮内凛 Version〜

### Type-E 松下玲緒菜 Ver.
1. 鏡の中から
2. あたしの残りぜんぶあげる
3. ハリネズミの唄 〜Acoustic Version〜
4. ハリネズミの唄 〜松下玲緒菜 Version〜

### Type-F 深瀬美桜 Ver.
1. 鏡の中から
2. あたしの残りぜんぶあげる
3. ハリネズミの唄 〜Acoustic Version〜
4. ハリネズミの唄 〜深瀬美桜 Version〜

### Type-G 通常版
1. 鏡の中から
2. あたしの残りぜんぶあげる
3. ハリネズミの唄 〜Acoustic Version〜
4. 鏡の中から (instrumental)
5. あたしの残りぜんぶあげる (instrumental)
6. ハリネズミの唄 (instrumental)